# James McGrory
James Edward "Jimmy" McGrory (26 de Abril de 1904, Garngad, Glasgow - 20 de Outubro de 1982, Glasgow) foi um futebolista e técnico escocês. Em toda sua carreira só atuou pelo Celtic, sendo considerado por muitos um dos maiores jogadores do Celtic de todos os tempos. É o maior artilheiro britânico da historia, marcando ao longo da carreira 587 gols. 
Embora a sua estatura fosse de apenas 1,68 m, foi apelidado de "Sereia" e "Homem-Torpedo", pela habilidade e impulsão no cabeceio. É o maior artilheiro da história do Celtic, com 556 gols.
Após se aposentar como jogador, assumiu o cargo de técnico no Celtic em 1945, ficando até 1965 e conquistando muitos títulos nacionais. 

## Títulos
- Como jogador
- Scottish Premier League : (3)

1925–26, 1935–36, 1937–38 
- Scottish Cup (5)

1924–25, 1926–27, 1930–31, 1932–33, 1936–37
- Como técnico
- Scottish Premier League : (1)

1953–54
- Scottish Cup: (3)

1950–51, 1953–54, 1964–65
- Scottish League Cup: (2)

1956–57, 1957–58